# Homosexualitet hos djur

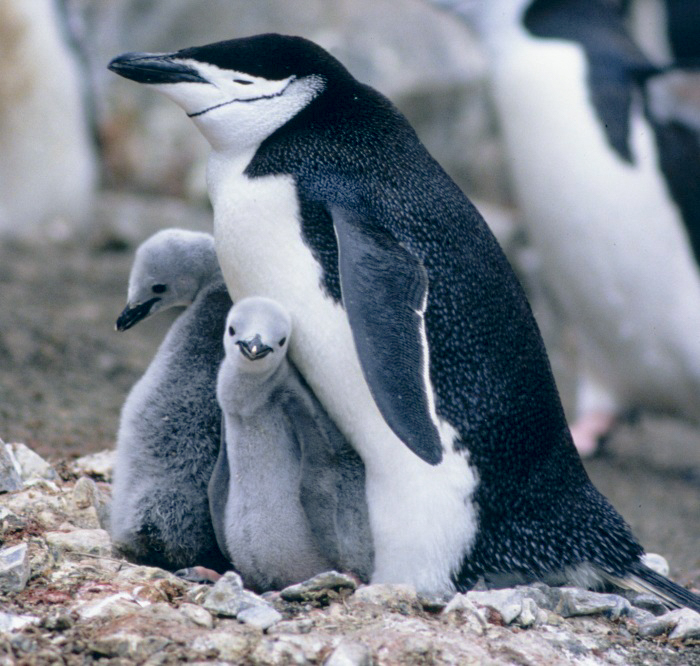
Roy och Silo, två hannar av arten hakremspingviner, likt dem på bilden, blev internationellt uppmärksammade när de bildade par. De gavs senare ett ägg som var i behov av ruvande och omvårdnad, ett åtagande som de framgångsrikt skötte.

Homosexualitet hos djur hänvisar till dokumenterade bevis för homosexuella, bisexuella och könsöverskridande beteenden hos icke-mänskliga djur. Sådana beteenden inkluderar sexuella handlingar, parningsritualer, ömhetsbevis, parbildning och föräldraskap. 

## Förekomst och forskningshistoria
En forskningsöversyn gjord 1999 av biologen Bruce Bagemihl visar att homosexuellt beteende har observerats hos nära 1 500 arter, från apor till inälvsmaskar, och är väl dokumenterade för 500 av dem. Djurs sexuella beteende tar sig många olika uttryck, även inom samma art. Motiv för och innebörden av dessa beteenden har ännu inte helt klarlagts, eftersom de flesta arter fortfarande behöver studeras ytterligare.
Enligt Bagemihl har djuren sex med mycket större sexuell mångfald – inklusive homosexuella, bisexuella och icke-reproduktiva sexuella handlingar – än forskarvärlden och samhället i stort tidigare har varit villiga att acceptera. Aktuell forskning visar att olika former av samkönade sexuella handlingar återfinns i hela djurriket. En ny översyn under 2009 av befintlig forskning visade att samkönat sexuellt beteende är ett nästan universellt fenomen i djurriket, vanligt hos alla arter.
Den naturliga förekomsten av homosexualitet i djurens värld har använts som ett argument för att homosexualitet hos människor är naturligt, men den slutsatsen har ansetts kontroversiell av konservativa religiösa grupper som är emot rörelser som verkar för HBTQ-personers rättigheter. och många experter inom området är försiktiga med att dra långtgående slutsatser om människor utifrån resultat från forskning på djur. Forskningen om samkönade sexuella handlingar bland djur motsäger också Thomas av Aquinos tes om "Naturam peccatum contra" ("synd mot naturen"), som varit etablerad inom kristendomen sedan medeltiden. Huruvida denna motsägelse av Aquinos tes har logiska eller etiska konsekvenser är också en källa till debatt, och vissa hävdar att det är ologiskt att använda djurs beteende för att motivera vad som är eller inte är moraliskt för människor.

## Utbredning och varianter
Sexualitet är mycket mer än stimulering av könsorgan eller fullbordad parning. Hos både människor och andra djur inkluderas även fenomen som uppvaktning, parbildning, föräldraskap och ömsesidig tillgivenhet. Bland djurarter där homosexualitet kunnat konstateras sker uppvaktningen på samma sätt som vid den heterosexuella motsvarigheten.
Bland människor och andra djur har beröringen oftare en erotisk innebörd vid homosexuella jämfört med heterosexuella relationer. Bland apor kan de båda partner hålla om varandras skuldror eller länder, och kramar förekommer ofta. Bland delfiner kan man trycka sin kropp mot den andra delfinen, och även framfenorna kan användas för an variant av kramande. Bland flygande hundar kan homosexuella par slå vingarna runt varandra.
Låtsasslagsmål förekommer hos homosexuella individer bland elefanter, giraffer, bisonoxar och olika primater. Detta aggressiva lekbeteende kan leda till sexuell upphetsning och att någon av de två bestiger den andra.
I homosexuella parbildningar förekommer det att en partner försvarar den andra aktivt mot en potentiell rivals närmanden. Samtidigt är det också vanligt med parbildningar som mer liknar kamratskap utan tydligt sexuella handlingar.

### Fåglar
Fågelvärlden bjuder på många fall av parrelationer med två honor, där en eller båda honor kan para sig med en hane. Sedan kan de återgå till sin egen relation, där de två kan ta hand om befruktade och ruvade ägg. Båda honorna kan i sådana fall lägga sina ägg i samma bo. Det förekommer även att fågelhonor med ungar "slår sig samman", för att föda upp sina ungar gemensamt. 
Jämfört med heterosexuella fågelpar, finns inga studier som skulle peka på att homosexuella fågelpar skulle vara vare sig bättre eller sämre som föräldrar. Ungarnas överlevnadschanser anses dock öka om vårdansvaret delas mellan två honor.
Det finns inga studier som tyder på att homosexuella fågelpar generellt skulle vara bättre eller sämre föräldrar. Däremot ökar ungarnas överlevnadschanser om ansvaret delas av två honor. Bland svarta svanar är dock han/han-par mer framgångsrika i uppfostran än han/hon-par, och forskning pekar på att två hanar kan etablera och försvara ett större revir.

### Andra djur
Hos grizzlybjörnar och geparder bildas aldrig heterosexuella par, utan de heterosexuellt parande individerna skiljs åt efter parningen. Bland de här två arterna förekommer trots detta enkönade par.